# Ňárad
Ňárad (Hongaars: Csiliznyárad) is een Slowaakse gemeente in de regio Trnava, en maakt deel uit van het district Dunajská Streda.
Ňárad telt 635 inwoners.